# Marielle Berger-Sabbatel
Marielle Berger-Sabbatel (ur. 29 stycznia 1990 w Bourg-Saint-Maurice) – francuska narciarka dowolna, specjalizująca się w skicrossie.
W Pucharze Świata zadebiutowała 17 grudnia 2011 roku w Innichen, gdzie zajęła siódme miejsce. Tym samym już w swoim debiucie wywalczyła pierwsze pucharowe punkty. Na podium zawodów tego cyklu po raz pierwszy stanęła 3 lutego 2013 roku w Grasgehren, kończąc rywalizację w skicrossie na trzeciej pozycji. Uplasowała się tam za swą rodaczką, Ophélie David i Niemką Christiną Manhard. Najlepsze wyniki osiągnęła w sezonie 2019/2020, kiedy to zajęła 15. miejsce w klasyfikacji generalnej. Ponadto w sezonie 2012/2013 była trzecia w klasyfikacji skicrossu. Wyprzedziły ją jedynie Fanny Smith ze Szwajcarii oraz Ophélie David.
W 2017 roku wystartowała na mistrzostwach świata w Sierra Nevada, gdzie zajęła szóste miejsce. Na rozgrywanych trzy lata wcześniej igrzyskach olimpijskich w Soczi była dziewiętnasta. Brała też udział w igrzyskach w Pjongczangu w 2018 roku, gdzie rywalizację ukończyła na dziesiątej pozycji.

## Osiągnięcia

### Igrzyska olimpijskie
| Miejsce | Dzień     | Rok  | Miejscowość | Konkurencja | Zwyciężczyni      |
| ------- | --------- | ---- | ----------- | ----------- | ----------------- |
| 19.     | 21 lutego | 2014 | Soczi       | Skicross    | Marielle Thompson |
| 10.     | 23 lutego | 2018 | Pjongczang  | Skicross    | Kelsey Serwa      |

### Mistrzostwa świata
| Miejsce | Dzień     | Rok  | Miejscowość   | Konkurencja        | Zwyciężczyni      |
| ------- | --------- | ---- | ------------- | ------------------ | ----------------- |
| DNF     | 10 marca  | 2013 | Voss          | Skicross           | Fanny Smith       |
| 6.      | 18 marca  | 2017 | Sierra Nevada | Skicross           | Sandra Näslund    |
| 12.     | 2 lutego  | 2019 | Solitude      | Skicross           | Marielle Thompson |
| 6.      | 13 lutego | 2021 | Idre Fjäll    | Skicross           | Sandra Näslund    |
| 10.     | 26 lutego | 2023 | Bakuriani     | Skicross           | Sandra Näslund    |
| 4.      | 26 lutego | 2023 | Bakuriani     | Skicross drużynowy | Szwecja           |
| 4.      | 21 marca  | 2025 | Engadyna      | Skicross           | Fanny Smith       |
| 4.      | 22 marca  | 2025 | Engadyna      | Skicross drużynowy | Szwajcaria        |

### Puchar Świata

#### Miejsca w klasyfikacji generalnej
- sezon 2011/2012: 28.
- sezon 2012/2013: 18.
- sezon 2013/2014: 32.
- sezon 2014/2015: 117.
- sezon 2015/2016: 67.
- sezon 2016/2017: 41.
- sezon 2017/2018: 17.
- sezon 2018/2019: 41.
- sezon 2019/2020: 15.

Od sezonu 2020/2021 klasyfikacja skicrossu zastąpiła klasyfikację generalną.
- sezon 2020/2021: 4.
- sezon 2021/2022: 14.
- sezon 2022/2023: 6.
- sezon 2023/2024: 2.
- sezon 2024/2025: 5.

#### Miejsca na podium w zawodach
1. Grasgehren – 3 lutego 2013 (skicross) – 3. miejsce
2. Åre – 16 marca 2013 (skicross) – 2. miejsce
3. Montafon – 17 grudnia 2016 (skicross) – 2. miejsce
4. Innichen – 22 grudnia 2016 (skicross) – 3. miejsce
5. Watles – 15 stycznia 2017 (skicross) – 3. miejsce
6. Innichen – 22 grudnia 2017 (skicross) – 2. miejsce
7. Idre – 13 stycznia 2018 (skicross) – 2. miejsce
8. Nakiska – 20 stycznia 2018 (skicross) – 2. miejsce
9. Innichen – 21 grudnia 2018 (skicross) – 3. miejsce
10. Innichen – 20 grudnia 2019 (skicross) – 1. miejsce
11. Sołniecznaja dolina – 23 lutego 2020 (skicross) – 2. miejsce
12. Idre – 23 stycznia 2021 (skicross) – 2. miejsce
13. Bakuriani – 27 lutego 2021 (skicross) – 3. miejsce
14. Secret Garden – 27 listopada 2021 (skicross) – 3. miejsce
15. Val Thorens – 11 grudnia 2021 (skicross) – 3. miejsce
16. Craigleith – 18 marca 2023 (skicross) – 1. miejsce
17. Val Thorens – 7 grudnia 2023 (skicross) – 2. miejsce
18. Val Thorens – 8 grudnia 2023 (skicross) – 3. miejsce
19. Arosa – 12 grudnia 2023 (skicross) – 2. miejsce
20. Innichen – 22 grudnia 2023 (skicross) – 2. miejsce
21. Nakiska – 21 stycznia 2024 (skicross) – 2. miejsce
22. Alleghe – 3 lutego 2024 (skicross) – 3. miejsce
23. Bakuriani – 10 lutego 2024 (skicross) – 3. miejsce
24. Bakuriani – 11 lutego 2024 (skicross) – 2. miejsce
25. Reiteralm – 25 lutego 2024 (skicross) – 2. miejsce
26. Idre – 23 marca 2024 (skicross) – 2. miejsce
27. Innichen – 20 grudnia 2024 (skicross) – 3. miejsce
28. Innichen – 21 grudnia 2024 (skicross) – 3. miejsce
29. Val di Fassa – 8 lutego 2025 (skicross) – 2. miejsce
30. Val di Fassa – 9 lutego 2025 (skicross) – 2. miejsce
31. Craigleith – 14 marca 2025 (skicross) – 2. miejsce